# M-77 Oganj
El M-77 "Oganj" es un sistema de Artillería de Cohetes Autopropulsado Yugoslavo. Desarrollado en 1963 junto al M-63 Plamen, fue inmediatamente aceptado en el servicio por las JNA junto al anteriormente citado; como complemento para ataques a largas distancias. Este sistema se usó asiduamente durante las Guerras Yugoslavas.

## Historia de Diseño y Construcción
El ingeniero Obrad Vucurovic, Jefe del Departamento de Diseño e Ingeniería Mecánica, a su vez Jefe del Departamento Operativo como oficial del Departamento de Artillería del Instituto Técnico Militar Yugoslavo, fue la cabeza del proyecto así como el gerente y Jefe de ingenieros, quienes junto a él desarrollaron y gerenciaron la construcción y producción del proyecto M-77 Oganj lanzacohetes.
El vehículo prototipo, basado en un camión FAP 2220 6x6, se exhibe al público por primera vez en 1975 y se conoció inicialmnte en occidente como el YMRL-32. La producción en serie se inició en 1980. El M-77 está basado en el camión FAP 2026 de transmisión tipo 6x6. El sistema de cohetes está emplazado en la parte trasera de la plataforma y está compuesta de 32 tubos lanzadores de calibre 128, con un alcance máximo de 20,6 km. La tripulación está compuesta de 5 hombres.

## Operadores
- Serbia

70 Unidades.
- Bosnia y Herzegovina

17 Unidades.

### Desarrollos relacionados
M-63 Plamen
M-87 Orkan

### Armas similares
- LAR-160
- / LAROM
- / TAM VCLC
- Astros II
- Cohete Rayo
- SLM FAMAE
- HIMARS
 MLRS
- / RM-70
- / WR-40 Langusta
- Lanzacohetes múltiple "Teruel"
- / BM-21 Grad
 / BM-30
- / Katyusha
- TOS-1
- // M-63 Plamen
- // M-87 Orkan